# Chrysomela tremula
Chrysomela tremula är en skalbaggsart som beskrevs av Fabricius 1787. Chrysomela tremula ingår i släktet Chrysomela, och familjen bladbaggar. Arten är reproducerande i Sverige.